# Argalista
Argalista is een geslacht van weekdieren uit de klasse van de Gastropoda (slakken).

## Soorten
- Argalista aequor Laws, 1941 †
- Argalista arta Marwick, 1928 †
- Argalista corallina (Cotton & Godfrey, 1935)
- Argalista crassicostata (Murdoch, 1905)
- Argalista effusa Marwick, 1928 †
- Argalista fluctuata (Hutton, 1883)
- Argalista fugitiva (Hedley, 1911)
- Argalista imperforata (Suter, 1908)
- Argalista impervia Finlay, 1930 †
- Argalista kaiparaensis Finlay, 1930 †
- Argalista kingensis May, 1923
- Argalista kingi Powell, 1938 †
- Argalista leniumbilicata Laws, 1935 †
- Argalista micans Powell, 1931
- Argalista nana Finlay, 1930
- Argalista proimpervia Laws, 1935 †
- Argalista promicans Laws, 1936 †
- Argalista proumbilicata Finlay, 1930 †
- Argalista provariecostata Laws, 1948 †
- Argalista rosea (Tenison-Woods, 1876)
- Argalista roseopunctata (Angas, 1880)
- Argalista rotata (Hedley, 1899)
- Argalista rotella Powell, 1937
- Argalista sola Laws, 1940 †
- Argalista umbilicata Powell, 1926
- Argalista variecostata Powell, 1937